# اوه وو ری
اوه وو ری (کره‌ای: 오우리؛ زادهٔ ۶ اوت ۱۹۹۶) بازیگر اهل کره جنوبی است. او بیشتر به خاطر ایفای نقش چوی کیونگ در رقابت دوستانه شناخته می‌شود.

## فیلم‌شناسی

### مجموعه تلویزیونی
- یک روز مرخصی (۲۰۲۳) در نقش کیم یون سو[۲]
- به سامدالری خوش آمدید (۲۰۲۳–۲۴) در نقش بو مین جا (جوانی)[۳]
- پارادوکس قاتل (۲۰۲۴) در نقش کانگ می یونگ[۴]
- بدون راه در رو: قمار (۲۰۲۴) در نقش پارک اون جونگ[۵][۶]
- رقابت دوستانه (۲۰۲۵) در نقش چوی کیونگ[۷][۸]
- عشق بازگشته (۲۰۲۵) در نقش یون ته کیونگ[۹][۱۰]

### فیلم
- درود بر جهنم (۲۰۲۲) در نقش نا می[۲][۱۱]
- تو و من (۲۰۲۳)[۲]
- من جلاد (۲۰۲۴)[۱۲]